# 金大旭 (柔道)
金 大旭（キム デウク、1976年3月31日 - ）は韓国の柔道選手。階級は71kg級と73kg級。

## 人物
1996年の嘉納杯71kg級で優勝した。1998年のアジア大会73kg級では準決勝で世界チャンピオンの中村兼三に有効で敗れて3位だった。1999年のイギリス国際で優勝すると、2000年のハンガリー国際でも2位になるが、この階級には崔鎔信がいたためにシドニーオリンピックには出場できなかった。

## 主な戦績
- 1996年 - 嘉納杯 優勝
- 1997年 - 韓国国際　3位
- 1998年 - アジア大会　3位
- 1999年 - イギリス国際　優勝
- 2000年 - ハンガリー国際　2位

(出典)。